# Publicidad nativa
La publicidad nativa es un tipo de publicidad, usualmente en línea, que vincula la forma y la función de la plataforma en la que aparece. En muchos casos se manifiesta como un artículo o un video creado por un publicista con el propósito específico de promover un producto, mientras se vinculan la forma y el estilo, lo cual de otra manera estaría presente en el trabajo del personal editorial de dicha plataforma. La palabra "nativa" se refiere a la relación que existe entre el contenido y los demás medios que aparecen en la plataforma.
El posicionamiento de productos (Embedded Marketing, que consiste en insertar productos dentro de programas de entretenimiento), es un precursor de la publicidad nativa. Sin embargo, mientras que en la Embedded Marketing se utiliza la técnica donde se posiciona al producto dentro del contenido, en la publicidad nativa el producto y el contenido están fusionados.
Debido a esta fusión de publicidad y contenido, el estado legal de la publicidad nativa es incierto. Por esto, en el 2013, la Comisión Federal de Comercio llevó a cabo un taller sobre anuncios editoriales y otros tipos de publicidad encubierta.

## Formas de publicidad nativa
A pesar de la ambigüedad que rodea la invención de la publicidad nativa, muchos expertos consideran a la serie de televisión Hallmark Hall of Fame, que salió al aire en 1951 y aún sigue siendo transmitida, entre los primeros casos de esta técnica. De acuerdo a Lin Grensing-Pophal, "Puede decirse que la galardonada serie es uno de los primeros ejemplos de la publicidad 'nativa'— una publicidad que es secundaria al mensaje que está siendo emitido, y sin embargo, que impacta a través de su asociación con un contenido valioso"
Los formatos actuales para la publicidad nativa incluyen promocionales de videos, imágenes, artículos, música, y otros varios tipos de medios. La mayoría de estos métodos, utilizados para presentar la estrategia nativa, han sido desplazados a una presencia en línea donde es más común que sean empleados como contenido de marca producida por editoriales, un concepto similar al de los anuncios editoriales tradicionales. Algunos ejemplos alternativos de técnicas modernas incluyen la publicidad de búsqueda, en la que anuncios aparecen junto con los resultados de búsqueda que califican como nativos para la experiencia de búsqueda. Algunos ejemplos populares incluyen los Tuits promocionados de Twitter, las historias patrocinadas de Facebook, y los posts patrocinados de Tumblr.
La forma más tradicionalmente influenciada de mercadotecnia nativa, se manifiesta como el posicionamiento de contenido junto al contenido editorial financiado por patrocinadores, o mostrando "otro contenido que pueda interesarte", el cual está patrocinado por un comerciante y contiene recomendaciones editoriales.
Recientemente, ha surgido controversia acerca de si la Mercadotecnia de contenidos es una forma de mercadotecnia nativa o no, o si son por naturaleza de ideologías y estilos separados; con estrategas de mercado nativo asegurando que utilizan técnicas de la Mercadotecnia de contenidos, y por otro lado, con algunos estrategas de Mercadotecnia de contenidos que aseguran que no es una forma de mercadotecnia nativa.

## Muestras publicitarias
Aun cuando la naturaleza de la publicidad encubierta es mezclarse con su entorno, se consideró que una muestra clara era necesaria al emplear estrategias de mercadotecnia nativa, con la finalidad de proteger al consumidor de ser engañado, y ayudar a las audiencias a distinguir entre el contenido patrocinado y el convencional. 
De acuerdo a la Comisión Federal de Comercio (FTC), los medios para mostrar publicidad incluyen señales visuales, etiquetas, y otras técnicas. De éstas, las prácticas más comunes se pueden reconocer a manera de etiquetas discretas, como lo son “Publicidad“, “Anuncios“, “Promovido", “Patrocinado“, “Socio Distinguido“ o “Anuncios Sugeridos“ en subtítulos, esquinas o en la parte inferior de los anuncios. Una tendencia mundial en esta corriente consiste en mencionar el nombre de la marca del patrocinador, por ejemplo: “Cortesía de [patrocinador]“, "Patrocinado por [patrocinador]"  o “[patrocinador] presenta“.  Estos métodos pueden variar drásticamente debido a la elección del editor en cuanto al lenguaje encubierto (es decir, la redacción para identificar la colocación de publicidad nativa).
En 2009, la Comisión Federal de Comercio lanzó sus Lineamientos de Respaldo, específicamente para aumentar la conciencia del consumidor sobre el respaldo y los testimonios dentro de la publicidad, dado el aumento de la popularidad de las redes sociales y los blogs.
La Sociedad Americana de Editores de Revistas (ASME), lanzó lineamientos actualizados en el año 2015, reiterando la necesidad de los editores por hacer una distinción entre el contenido editorial y el publicitario. El enfoque de la ASME fomenta el revelar los patrocinios y evidencia del contenido visual, para apoyar al usuario a distinguir entre la publicidad nativa y el contenido editorial.
Un estudio publicado por investigadores de la Universidad de California mostró que incluso la publicidad señalada como nativa, engañó a una cuarta parte de los sujetos de la investigación. En este estudio, 27% de los entrevistados pensó que los reporteros o los editores escribieron un publirreportaje sobre pastillas dietéticas, a pesar de que se presentó la etiqueta de "Contenido Patrocinado". Debido a que la Comisión Federal de Comercio tiene la facultad de abrir casos relacionados con las prácticas que engañen, incluso si se trata de una minoría entre los consumidores, los autores asumen que gran parte de la publicidad nativa puede considerarse engañosa aún sometida a leyes federales. Estos autores también explican en dos teorías el por qué es que la publicidad nativa puede ser engañosa. Primero, la Teoría de Esquemas propone que los publireportajes pueden confundir al causar que el consumidor no tome una postura escéptica frente a la publicidad. En segundo lugar, los publireportajes también provocan confusión proveniente de las fuentes al impregnar el material publicitario con la autoridad, normalmente asignada al contenido editorial.

## Categorías de anuncios en línea
El Buró de Publicidad Interactiva (IAB), la principal organización responsable del desarrollo de estándares en la industria de la publicidad y de la realización de investigaciones de negocios, publicó un informe en 2013, que detalla seis categorías diferentes para diferenciar los tipos de publicidad nativa.
1. Unidades de anuncios en el contenido: Como su nombre lo indica, los anuncios en el contenido, son unidades localizadas dentro del canal de contenido normal de una página web, lo que significa que aparecen como si el contenido hubiese sido escrito por, o en asociación con, el equipo de la editorial para que coincida con las historias de los alrededores. Una categoría que se hizo popular a través de sitios como Upworthy y artículos patrocinados de Buzzfeed debido a su eficacia, la publicidad de contenidos también ha sido fuente de controversia para la mercadotecnia nativa, ya que es ahí donde la distinción entre la mercadotecnia nativa y la de contenidos es reafirmada.
2. Búsqueda de anuncios: Aparecen en la lista de resultados de búsqueda , generalmente se encuentran por encima de los resultados de búsqueda orgánica o en una posición favorable , después de haber sido vendido a los anunciantes con una garantía para una ubicación óptima en la página del motor de búsqueda. Por lo general, poseen una apariencia idéntica a otros resultados en la página con la excepción de los aspectos de divulgación.
3. Herramientas de recomendación: Aunque estos anuncios son parte del contenido del sitio, no tienden a aparecer de la misma manera que el contenido de la editorial. Normalmente son entregados a través de una herramienta. Los anuncios de recomendación son generalmente reconocibles por las palabras que implican una referencia externa, sugerencias y temas relacionados. “También podría gustarte"; “Te podría gustar”; “En otra parte en la web”; “De toda la web"; “Es posible que te hayas perdido” o “Recomendaciones para ti” caracterizan a estas unidades.
4. Los anuncios promocionados: Por lo general, aparecen en los sitios web que no están basados en un contenido, como los sitios de comercio electrónico. Los anuncios promocionados se presentan de forma idéntica a los productos o servicios ofrecidos en el sitio dado. De manera semejante, justificados como los anuncios de búsqueda, los productos patrocinados son considerados nativos para la experiencia, casi de la misma manera que los anuncios de búsqueda.
5. Un anuncio dentro del sitio (IAB estándar): Un anuncio dentro del sitio cabe en un contenedor IAB estándar que se encuentra fuera del contenido, incluye”…contenido contextualmente relevante dentro del anuncio, vincula a una página fuera del sitio, ha sido vendida con una colocación garantizada y se mide en parámetros propios de la marca, tales como la interacción y el reconocimiento de la marca”.
6. Personalizados o que no pueden ser contenidos: Esta categoría se deja para los contenidos variados o sobrantes, y los anuncios que no se ajustan a ninguna de las otras categorías de contenido.

## Plataformas digitales
Las plataformas de publicidad nativa están clasificadas en dos categorías, comúnmente llamadas plataformas "abiertas" y "cerradas". Sin embargo, existen plataformas híbridas que también son utilizadas con frecuencia.
Las plataformas cerradas son formatos creados por marcas con el propósito de promover su propio contenido de manera intrínseca en sus sitios web. La publicidad que aparece en estas plataformas no puede ser vista en otras, ya que este tipo de anuncios son generados para su uso único, y estructurados para exhibir unidades de anuncios dentro de los confines de las agendas específicas del sitio web. Específicamente, los anuncios distribuidos en plataformas cerradas se originan de la propia marca de la plataforma.  Ejemplos populares de esto incluyen Tuits promocionados de Twitter, historias patrocinadas en Facebook y anuncios de TrueView en Youtube. 
Las plataformas abiertas están definidas por la promoción del mismo tipo de contenido de marca alrededor de múltiples plataformas de manera ubicua, pero a través de algunas variaciones de formatos de anuncios de publicidad nativa. A diferencia de las plataformas cerradas, el contenido en sí se encuentra fuera del sitio web dado en el que aparece, y es usualmente distribuido a través de múltiples sitios por un tercero, una compañía, siendo así que los anuncios que aparecen en plataformas abiertas son específicamente colocados ahí por un publicista. 
Las plataformas híbridas permiten a las plataformas de contenido publicitario instalar un mercado privado donde los publicistas tienen la opción de hacer ofertas en el inventario de un espacio publicitario, ya sea a través de ventas directas o subastas programadas a través de lo que se conoce como "puja en tiempo real" (Real-Time Bidding RTB). Por esto, los anuncios distribuidos en plataformas híbridas son colocados ahí por la misma plataforma, una vez que el espacio ha sido vendido a un publicista de una plataforma abierta.